# Isabella Goodwin
Isabella Goodwin z domu Loghry (ur. 20 lutego 1865 w Greenwich Village, zm. 26 października 1943 w Nowym Jorku) – amerykańska policjantka i pierwsza kobieta detektyw w Nowym Jorku.

## Życie prywatne
Urodziła się na Manhattanie jako dziecko Jamesa Harveya Loghry i Anny J. Monteith, którzy prowadzili restaurację i hotel na Canal St. W 1884, mając 19 lat, wyszła za mąż za Johna W. Goodwina, policjanta. W 1896 została wdową. Para miała sześcioro dzieci, z których czworo przeżyło.
W 1921 poślubiła o prawie 30 lat młodszego od siebie Oscara A. Seaholma. Po ślubie zatrzymała nazwisko pierwszego męża i kontynuowała pracę, co w ówczesnych czasach nie było częstym zjawiskiem. Odeszła na emeryturę po 30 latach służby w nowojorskiej policji.

## Kariera policyjna
Dopiero od 1845 nowojorska policja zaczęła zatrudniać kobiety, ale tylko do prac administracyjnych. Zbliżone do policyjnych funkcje pełniły zatrudniane w drugiej połowie XIX w. „jail matrons” (tłum. dosł. „więzienne matrony”; w późniejszym okresie nazywane były „police matrons”), które były odpowiedzialne za przesłuchiwane i osadzone w aresztach kobiety oraz dzieci. Kiedy Goodwin ubiegała się o pracę po śmierci pierwszego męża, musiała zdać egzamin, a następnie została zatrudniona przez ówczesnego komisarza policji Theodore’a Roosevelta, który później został prezydentem Stanów Zjednoczonych. Była to nisko opłacana posada. Zarabiała tylko 1000 dolarów rocznie i miała jeden dzień wolny w miesiącu. Służyła na tym stanowisku przez 15 lat. 
15 lutego 1912 miał miejsce napad na East River National Bank na Manhattanie, w którym bandyci przebrani za taksówkarzy pobili dwóch urzędników i ukradli 25 000 dolarów. Do sprawy przydzielono 60 detektywów, lecz żadnemu nie udało się rozwiązać sprawy napadu. Według artykułu w „New York Timesa” historia ta cieszyła się zainteresowaniem społeczeństwa całego kraju. Departament poprosił Isabelle, aby przebrana za pokojówkę dostała się do pensjonatu i znalazła wystarczająco dużo dowodów, by aresztować podejrzanego złodzieja o nazwisku Eddie Kinsman, który odwiedzał kwaterę, aby zobaczyć się z ukochaną Annie. Informacje uzyskane przez Goodwin doprowadziły do aresztowania Kinsmana, a departament nagrodził ją odznaką detektywistyczną, czyniąc z niej pierwszą w historii kobietę detektyw. Jej wynagrodzenie zostało podwyższone z 1000 dolarów do 2250 dolarów rocznie (było to 1/4 mniej niż pensje ówczesnych detektywów, którzy zarabiali ok. 3300 dolarów).
Specjalizowała się w demaskowaniu wróżbiarzy i oszustów.

## Śmierć
Goodwin zmarła na raka jelita grubego w wieku 78 lat. Została pochowana na cmentarzu Green-Wood na Brooklynie jako Isabella Seaholm. Na jej nagrobku widnieje rok urodzenia 1871, chociaż spis powszechny i inne dokumenty potwierdzają datę 1865.